# William Locke
William John Locke, född 20 mars 1863, död 15 maj 1930, var en brittisk författare.
Locke skrev ett stort antal romaner, bland annat The morals of Marcus Ordeyne (1905), The beloved vagabond (1906), samt The mountebank (1921) som blev mycket populära genom sin lättflytande stil och sin blandning av sentimentalitet och elegant, franskskolad ironi. De flesta av hans romaner finns i svensk översättning.

## Böcker på svenska (urval)
- Skeppsbrutna (översättning Vivi Ankarcrona, Abr. Lundquist, 1900)
- En gammal ungkarls moral (översättning Emilie Kullman, Skoglund, 1909)
- Vagabonden (översättning M. Isberg, B. Wahlström, 1917)
- Skeppsbrutna (översättning Oscar Nachman, B. Wahlström, 1917)
- Pensionat Boccard (A study in shadows) (översättning Einar Ekstrand, B. Wahlström, 1919)
- Marcus Orseynes moral (The moral of Marcus Ordeyne) (översättning Märta Lindqvist, Skoglund, 1919)
- Vrakspillror (Derelicts) (översättning Gösta Wåhlstedt, Dahlberg, 1919)
- Historier från fjärran och fordom (Far away stories) (översättning Rolf Calissendorff, Skoglund, 1920)
- En vagabonds kärlekshistoria (översättning A. Berg (dvs. Adil Bergström), Holmquist, 1923)
- Moordius & C:o (Moordius & C:o) (översättning Hildegard Wieselgren, Skoglund, 1924)
- Tombarel: min vän borgmästaren (The town of Tombarel) (översättning Kerstin Wimnell, Skoglund, 1932)
- Den glade vagabonden: roman (The beloved vagabond) (översättning Edvin Björk, Saxon & Lindström, 1937)